# Indira Bajramović
Indira Bajramović é uma activista cigana que vive na Bósnia e Herzegovina e é diretora da Associação de Mulheres Ciganas de Tuzla. Ela tem trabalhado para fornecer ajuda e socorro às aldeias ciganas rurais e também defender a igualdade de oportunidades para o povo cigano na Bósnia e Herzegovina nas últimas duas décadas. Especificamente, Bajramović concentrou-se em chamar à atenção para as dificuldades enfrentadas por mulheres ciganas desempregadas e vítimas de violência doméstica ou abuso.

## Activismo
A associação de Bajramović concentra-se no fornecimento de alimentos e produtos de higiene, bem como material escolar, para crianças pequenas nas comunidades ciganas. Além disso, a associação trabalha para fornecer exames médicos privados para mulheres pobres, especificamente para triagem do cancro da mama.
Durante a pandemia COVID-19 no verão de 2020, Bajramović e a sua fundação fizeram parceria com a Rede Feminina de Roma da Bósnia e Herzegovina, a Fundação da Comunidade de Tuzla e o Fórum de Solidariedade Internacional Emmaus para fornecer ajuda e bens alimentícios às comunidades ciganas locais em torno de Kiseljak. Ela ajudou a coordenar a distribuição de várias centenas de refeições por dia por voluntários, bem como vários projetos de construção, incluindo um campo de futebol e a reconstrução de um canal danificado.
Além de fornecer ajuda às comunidades ciganas durante a pandemia, Bajramović também documentou as desvantagens presentes nas áreas rurais, que foram agravadas pela pandemia. Ela destacou a menor proporção de alunos de comunidades ciganas que participam em aulas online, aumentando as taxas de violência doméstica e discriminação nos cuidados de saúde. Ela destacou especificamente a falta de disponibilidade de testes nessas comunidades rurais.